# Nicolas de Cock de Rameyen
Nicolas de Cock de Rameyen (* 15. September 1938 in Belgien) ist ein Gratial- und Devotions-Großkreuzritter des Malteserordens und wurde am 3. April 2011 für vier Jahre einstimmig zu einem von sechs Vizepräsidenten von Malteser International gewählt, dessen erster Präsident er bis dahin war.

## Leben
Nicolas de Cock de Rameyen ist der Sohn von André de Cock de Rameyen (1903–1971) und Marcelle van Havre (* 1910). Aus dieser Ehe gingen vier Kinder hervor. Nicolas ist seit dem Jahr 1961 mit Anne, geborene Morel de Westgaver (* 1939), verheiratet. Sie haben vier Kinder.

## Arbeit bei den Maltesern
Nicolas war ab 1997 Präsident des ECOM (Emergency Corps Order of Malta) und seit der Gründung durch den Orden im Jahr 2005 bis 2011 erster Präsident von Malteser International. Sein Nachfolger im Amt ist Johannes Freiherr Heereman.

## Orden und Ehrenzeichen
- Am 15. September 2008 wurde ihm durch den damaligen Geschäftsführenden Präsidenten des Malteser Hilfsdienstes Johannes Freiherr Heereman die Verdienstplakette des MHD verliehen.
- Am 5. November 2009 wurde ihm durch den damaligen Staatssekretär im Bundesministerium des Innern August Hanning das Ehrenzeichen des Technischen Hilfswerks in Gold verliehen.[2]
- Am 3. April 2011 wurde ihm durch den Großhospitalier des Malteserordens Albrecht Freiherr von Boeselager das Großkreuz des Verdienstordens Pro Merito Melitensi verliehen.[3]